# Lauro Faria Santos
Lauro Faria Santos (São Mateus, 26 de setembro de 1895 – ?, ?) foi um político brasileiro. Exerceu o mandato de deputado federal constituinte pelo Espírito Santo em 1934.

## Carreira
Lauro Faria completou o ensino básico em São Mateus e, depois, se mudou para o Rio de Janeiro, que, na época, era a capital do país. Lá, cursou Direito pela Faculdade Livre de Direito, se formando no mês de dezembro de 1918.
O seu primeiro apoio político foi para Rui Barbosa, quando estava concorrendo ao cargo de presidente da República, no ano de 1919. Porém, o eleito foi Epitácio Pessoa, o adversário.
Logo após sua formatura, Lauro foi promotor público, em Domingos Martins (ES), e, em 1921, além da promotoria, ele ainda exerceu a função de prefeito, em Santa Leopoldina (ES). Além disso, era proprietário das fronteiras desses locais.
Entre 1921 e 1922, foi militar no Partido Republicano (PR) do estado do Espírito Santo e apoiou a campanha da Reação Republicana, que defendia a candidatura de Nilo Peçanha para a presidência da República contra o candidato Artur Bernardes, que foi eleito no mês de março de 1922.
Três anos depois, Lauro foi eleito vereador de Santa Leopoldina e se tornou presidente da Câmara Municipal, exercendo o cargo entre os anos de 1925 e 1930. Durante o mesmo período, o político também foi deputado, no Espírito Santo, na Assembleia Legislativa.
A partir de 1929, surgiu a Aliança Liberal, fazendo com que Faria Santos tivesse que escolher um lado e ele acabou apoiando a candidatura de Júlio Prestes para a presidência da República.
No ano de 1932, sustenta firmemente sua posição a favor da causa paulista na Revolução Constitucionalista. E, em maio de 1933, recebe a posse do cargo de primeiro suplente de deputado da Assembleia Nacional Constituinte pelo estado do Espírito Santo, como membro do Partido da Lavoura.
Começou a participar de trabalhos governamentais, em 1934, após assumir uma cadeira na Assembleia. Já que a nova Carta havia sido proclamada no dia 16 de julho de 1934, o mandato de Lauro recebeu uma prorrogação até o mês de maio de 1935.
Durante sua vida política, ainda advogou e atuou como delegado de instrução em Vitória, Domingos Martins e Santa Leopoldina, além de trabalhar como jornalista, colaborando no jornal O Comércio e em jornais de Vitória. Como membro da Ordem dos Advogados do Espírito Santo, atuou como tesoureiro.